# Carry That Weight
«Carry That Weight» es una canción de la banda británica The Beatles. Fue lanzada en el álbum Abbey Road y parte de la larga y decisiva mezcla que cierra el álbum, presenta la voz de los cuatro Beatles (una rareza en sus canciones). Está precedido por "Golden Slumbers", y se une con "The End". 
El puente de media, con instrumentos de viento metal, guitarra eléctrica y voz, se vuelve a interpretar en el principio de "You Never Give Me Your Money", pero con una letra diferente. El final también se repite con el motivo de arpegio de guitarra desde el final de la pista, similar a la pistas escritas por George Harrison como "Here Comes the Sun" y "Badge" (coescrita por George Harrison y Eric Clapton).

## Interpretación
Una interpretación es la del título (y letra principal) que hace referencia a dos personas, John Lennon y Paul McCartney. En vista de McCartney, Lennon, si permitió a The Beatles romper, que para él sería "llevar el peso" por el resto de su vida. McCartney esencialmente culpa a Lennon y Yoko Ono por la disminución de la relación de la banda. La segunda hace referencia a McCartney, se trata de "llevar el peso" de la banda, actuando como administrador después de la muerte de Brian Epstein. Hasta que se hizo en el trabajo, McCartney nunca se había dado cuenta de cuánto Epstein hizo por ellos, ni lo difícil que era manejar la parte financiera de The Beatles. Sentimientos similares se repiten en otros temas de McCartney en Abbey Road, "You Never Give Me Your Money", y una línea de "Oh! Darling". Hay quienes dicen que esta canción fue dirigida a William Campbell supuesto doble de Paul McCartney.
En su libro "Revolution in the Head", Ian McDonald interpreta esta letra como un reconocimiento por el grupo que nada de lo que harían como artistas individuales en el futuro sería igual a lo que han logrado juntos, como The Beatles. En otras palabras, que siempre se llevan el peso de su pasado Beatle. En la película Imagine: John Lennon, Lennon dice que McCartney estaba "cantando sobre todos nosotros."

## Grabación
The Beatles comenzaron a grabar "Golden Slumbers"/"Carry That Weight" como una sola pieza, el 2 de julio de 1969. McCartney, Harrison y Starr registraron 15 tomas de las dos canciones, mientras Lennon estaba en el hospital recuperándose de un accidente de coche en Escocia. 
El ritmo de temas destaca a McCartney en el piano, Harrison en el bajo y Starr en la batería. Las mejores eran las tomas 13 y 15, que fueron editadas en conjunto el 3 de julio. Ese día y el siguiente, McCartney sobrecopio la voz principal y la guitarra rítmica, añadiendo la guitarra solista de Harrison, y los tres cantaron el coro. 
El 30 de julio, John Lennon se reincorporó a las sesiones y añadió todas las voces. Al día siguiente, más voces fueron grabadas, y Starr sobrecopió los timbales y la batería extra. La orquesta fue grabada el 15 de agosto.

## Personal[3]
- Paul McCartney: Voz líder, piano (Steinway Vertegrand), guitarra (Epiphone Casino).
- George Harrison: Voz, guitarra solista (Fender Rosewood Telecaster), guitarra barítono (Fender Bass VI), bajo y coros.
- Ringo Starr: Voz, batería (Ludwig Hollywood Maple), coros.
- John Lennon: Voz, coros.

Orquesta organizada y dirigida por George Martin